# Samuel Kohn
Pour les articles homonymes, voir Kohn.
Samuel Kohn (dit Moulou Kohn) est un résistant français, né le 12 juillet 1901 dans le 9e arrondissement de Paris et mort en novembre 1943 à Auschwitz. 
Fondé de pouvoir dans une banque, il devient actif dans la Résistance juive en France et dans l'Œuvre de secours aux enfants (OSE). Arrêté le 7 février 1943, dans la rafle de la rue Sainte-Catherine à Lyon par la Gestapo, sous les ordres de Klaus Barbie, il est déporté par le convoi n° 62 du 20 novembre 1943 à Auschwitz, où il est assassiné.

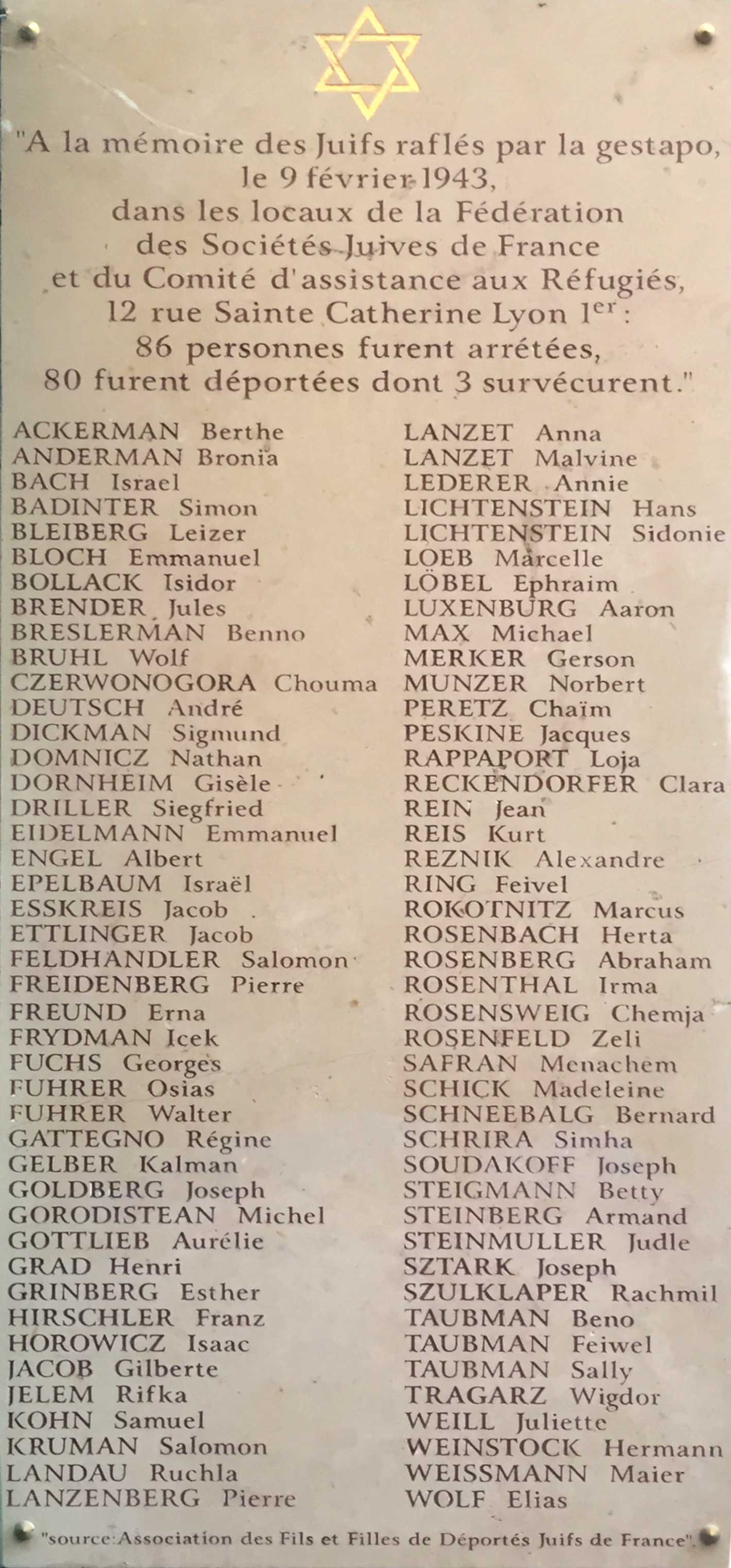
Plaque rue Sainte-Catherine.

## Biographie
Samuel Kohn est né le 12 juillet 1901, dans le 9e arrondissement de Paris,,,.
Il est le fils de Salomon Kohn et de Flore Kohn. Il a trois frères : Naftali Théodore Kohn, Lucien Kohn et Armand Kohn et quatre sœurs : Esther Kohn, Zoe Bloemhof, Julie Kohn et Barbe Brunette Pikovsky.  Samuel Kohn est le petit-fils de Salomon Wolf Klein (Chlomo Zeev Klein), né à Bischeim, grand-rabbin du Haut-Rhin à Colmar, de 1850 à 1867.
Il épouse Marguerite Samuel, de Colmar. Elle est née le 19 février 1907 à Saverne, Bas-Rhin. Elle est la fille de Henri Samuel et Clémence Glika Samuel. Elle est la sœur de Robert Isaac Samuel, André Samuel, Arthur Nathan Samuel, Jacques Samuel et Josi Samuel. Elle meurt en 1993. 
Ils ont trois filles : Danièle Schlammé Kohn (épouse du rabbin Jacques Schlammé) et Françoise Szmerla Kohn (mère du rabbin Michaël Szmerla, Dayan de Strasbourg), Judith Simons, ainsi que deux fils : le rabbin Philippe Kohn et le juge d'instruction puis avocat général  et traducteur de Rachi Jacques Kohn (30 janvier 1929, Paris- 14 janvier 2012, Jérusalem, Israël),.
Samuel Kohn est un membre actif de la synagogue orthodoxe non-consistoriale "Adas Yereim" (Synagogue de la Rue Cadet), dans le 9e arrondissement de Paris. Le rabbin Élie Munk guide les enfants de Samuel Kohn, après sa déportation.

### La Seconde Guerre mondiale - Résistance
Il travaille comme fondé de pouvoir dans une banque dont il est renvoyé en vertu des lois antisémites de Vichy de 1941. Dès cette époque, il s'engage dans des actions de résistance. Il rend visite à des internés auxquels il apporte réconfort moral et matériel et participe à plusieurs libérations. Il contribue aux côtés du père Chaillet à sauver une centaine d'enfants juifs destinés à la déportation. En 1943, l'organe de résistance auquel il appartient l'envoie à Lyon où il poursuit son activité. À Lyon, il demeure au 14 place Gabriel Rambaud.

### Rafle de la rue Sainte-Catherine
Samuel Kohn est arrêté le 7 février 1943, lors de la rafle de la rue Sainte-Catherine, par la Gestapo, sous les ordres de Klaus Barbie. Son épouse essaie de faire intervenir le cardinal Gerlier pour le faire libérer mais celui-ci n'a plus de poids face aux Allemands après ses déclarations opposées aux mesures antisémites.

### Déportation
Samuel Kohn est transféré de Lyon vers le camp de Drancy, où il participe au creusement d'un souterrain pour une tentative d'évasion qui échoue. Il est déporté par le convoi n° 62 du 20 novembre 1943 à Auschwitz, où il est assassiné.
Après la guerre, veuve, Marguerite Kohn est secrétaire de direction de l'École Yabné, au 60, rue Claude-Bernard, dans le 5e arrondissement de Paris,.